# Schizodactylidae
Super-famille
Famille
Les Schizodactylidae sont une famille d'orthoptères ensifères, la seule de la super-famille des Schizodactyloidea.

## Distribution
Les espèces de cette famille, une quinzaine, se rencontre en Afrique et au sud de l'Asie.

## Liste des genres
Selon Orthoptera Species File :
- Comicinae Ander, 1939
  - Comicus Brunner von Wattenwyl, 1888
- Schizodactylinae Blanchard, 1845
  - Schizodactylus Brullé, 1835

## Publication originale
- (en) Blanchard, 1845, Histoire des Insectes, leurs mœurs, leurs métamorphoses et leur classification ou traité élémentaire d'entomologie. Paris, Vol. 2, p. 1-524 (lire en ligne).